# Moviment de Pioners Vladímir Lenin
L'Organització de Pioners de Tota la Unió Vladímir Ilitx Lenin (en rus: Всесою́зная пионе́рская организа́ция имени Владимир Ильич Ле́нина), fou també anomenat Moviment de Joves Pioners de la Unió Soviètica, va ser una organització juvenil de la Unió Soviètica, per a nens entre 10 i 15 anys, que va existir entre els anys 1922 i 1991.

## Història
Els orígens dels Pioners cal buscar-lo en el moviment escolta. El 1917 a Rússia existia una xarxa relativament àmplia d'organitzacions escoltes, sumant uns 50.000 membres. Durant la Guerra Civil es dedicaren a la recerca dels nens del carrer, organitzant unitats infantils de milícia, a més de dedicar-se al treball social. Al mateix temps, als territoris controlats pels bolxevics, el moviment es dividí en diverses àrees: així, mentre que a Moscou Vladímir Popov intentà mantenir-se fidel als principis tradicionals de Baden-Powell, a algunes ciutats (Petrograd, Kazan i d'altres) adoptaren noms com "Germans del Bosc" o "Guardaboscos", finalment començaren a aparèixer tendències bolxevics. El seu portaveu més preeminent era un cap escolta de la RSFS de Rússia, Inocenci Júkov, que demanà un "codi de cavalleria mundial i de fraternitat escolta basada en el treball, el joc, l'amor vers l'altre i cap al món", reclamant una cooperació més estreta amb la Unió de Joves Comunistes.
Després de la Revolució d'Octubre de 1917, l'escoltisme a Rússia va quedar sota control bolxevic, la qual cosa promouria la creació d'organitzacions seguint el model escolta però ideològicament alterades, com el ЮК (Юные Коммунисты, Joves Comunistes), i d'altres.
Durant la Guerra Civil Russa, la majoria dels i molts escoltes van lluitar al Moviment Blanc contra l'Exèrcit Roig. Aquests escoltes que no van voler acceptar el nou sistema soviètic o bé van haver d'exiliar-se (com Òleg Pantiukhov i d'altres) o bé van passar a la clandestinitat. Però l'escoltisme clandestí no va durar molt de temps. El Komsomol lluità persistentment contra les restes del moviment. Entre 1918 i 1920, durant el segon, tercer i quart Congrés de la Joventut Comunista de Totes les Rússies (Российский коммунистический союз молодёжи, o Rossiyski kommunistitxeskiy soïuz molodioji) es decidí erradicar el moviment escolta i crear una organització de tipus comunista, que aixoplugaria la joventut soviètica sota del seu paraigua. Aquesta organització, a més, adoctrinaria els nens d'acord les ensenyances comunistes.

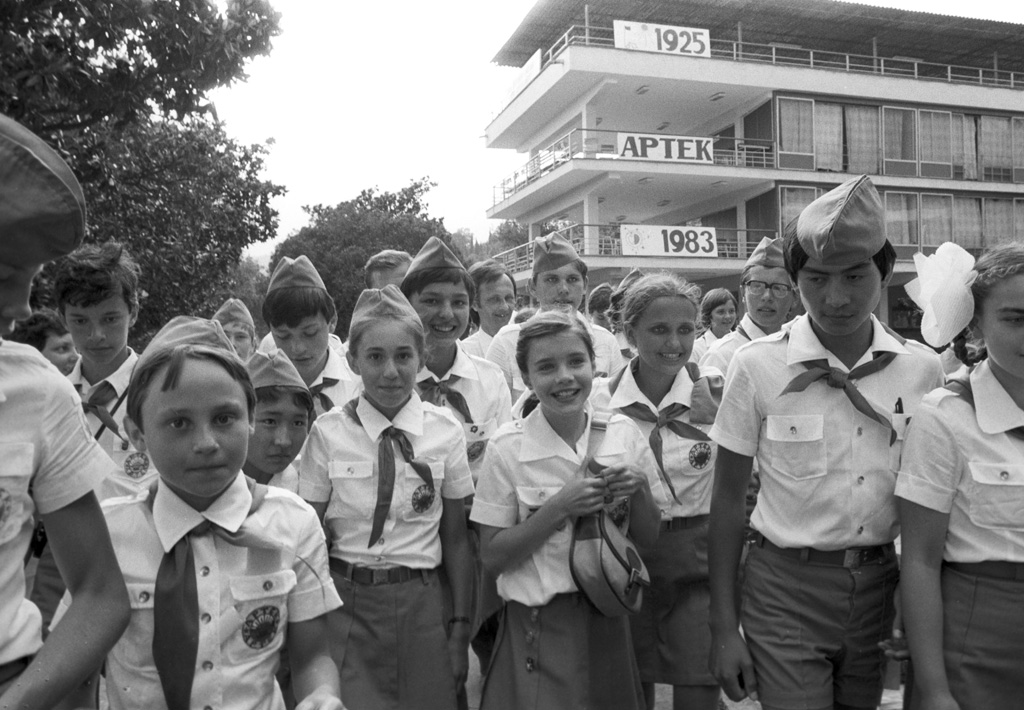
Joves Pioners al campament Artek, l'1 de juliol de 1983. Al centre està la nena estatunidenca Samantha Smith que visità la Unió Soviètica convidada pel Secretari General Iuri Andrópov.

En nom del govern soviètic, Nadejda Krúpskaia, esposa de Lenin i Comissaria del Poble per a l'Educació, va ser una de les principals contribuïdores a la causa del moviment. El 1922 va escriure un assaig titulat "La Unió Russa dels Joves Comunistes i l'Escoltisme". Els caps de la Unió de Joves Comunistes mostraven una actitud negativa vers els escoltes, i van agafar aquesta proposta amb cautela; però després d'una reunió a l'oficina Krupskaia del Komsomol Central el 29 de novembre de 1921 per discutir "l'ús de l'escoltisme per a l'educació dels joves treballadors i els infants" rebé un encàrrec especial; presentant-se un informe detallat, i el 10 de desembre va rebre l'aprovació, començant-se a preparar l'organització. A inicis de 1922, però, van ser els caps escoltes que quedaven que donaven suport al Komsomol i a l'Exèrcit Roig, com Innokenti Júkov i d'altres al voltant dels "Germans del foc" de Nikolai Fatianov, que li donaren el nom de "Pioner" i convenceren el Komsomol que mantingués el lema escolta "Estigueu preparats!" i l'adaptaren a "Sempre a Punt!", com a lema i crida de l'organització.

## Estructura
Fins al 1942 el grup principal dels seus membres era el "Destacament de Joves Pioners", que consistia en joves que pertanyien a la mateixa escola secundària. A partir de 1942 i fins a octubre de 1990 (quan l'organització es va desfer) el "destacament" estava format per nens que pertanyien a la mateixa classe; mentre que l'escola era referida com a "Grup de Joves Pioners".
També hi havia una estructura segons una escala d'edats:
- Joves Pioners de primera etapa: nens de 10 i 11 anys
- Joves Pioners de segona etapa: nens d'11-12 anys
- Joves Pioners de tercera etapa: nens de 13-15 anys

Els joves Pioners de 15 anys podien unir-se al Komsomol, amb una recomanació del seu Grup.
El principal cos de govern era el Soviet Central de l'organització dels Joves Pioners de la Unió Soviètica, que treballava sota el lideratge del principal cos de govern del Komsomol-
El seu diari oficial era el Pionerskaia Pravda.

## Diferències entre el moviment de pioners i l'escoltisme
El moviment de pioners tenia certes diferències amb l'escoltisme:
- El moviment de pioners estava totalment controlat per l'Estat, i la seva finalitat era la formació ideològica dels infants i a la seva educació per esdevenir en el futur uns bons ciutadans soviètics, membres del Partit comunista, identificats amb la ideologia i els valors de la Unió Soviètica.
- El Moviment de Pioners, i el Komsomol, eren organitzacions juvenils gestionades pel Comitè Central del PCUS i formaven part de les estructures de poder de l'Estat Soviètic.

## Objectius i requeriments dels membres
Els principals objectius i deures dels Joves Pioners, així com els requeriments dels membres estaven especificats pel Reglament de l'organització dels Joves Pioners; per la Promesa Solemne (feta per cada membre en unir-se a l'organització); i pel lema dels Joves Pioners Всегда готов! (vsegda gotov!, "Sempre a Punt!"). Van haver dues grans revisions, el 1967 i el 1986.
Tot i que formar-ne part era teòricament opcional, gairebé tots els nens de la Unió Soviètica pertanyien a l'organització; com a part natural del creixement. Malgrat tot, unir-se'n no era automàtic. Al 3r grau de l'escola, es permetia a la quitxalla que s'hi unís, fent-se en blocs, en una cerimònia solemne, sovint al Palau dels Pioners. Només els millors estudiants estaven permesos al primer bloc; mentre que els alumnes més dolents eren "recuperats" i se'ls permetia unir-se només al quart grau, un any després que els seus companys de classe. No ser admès era vergonyós, i una manca de desig per formar-ne part era considerat sospitós.
En línia amb la doctrina soviètica de l'ateisme d'estat, el "Manual del Líder dels Joves Pioners" senyalava que «cada pioner crearà un racó ateu a la seva llar amb imatges anti-religioses, poemes i refranys», en contrast amb el tradicional racó de les icones del cristianisme rus. Els Joves Pioners, "com a representants de l'ateisme i del canvi polític, trobaven una gran resistència a les zones rurals". Per això mateix, alguns joves rebutjaven unir-se a l'organització a causa de la promoció de l'ateisme marxista-leninista.

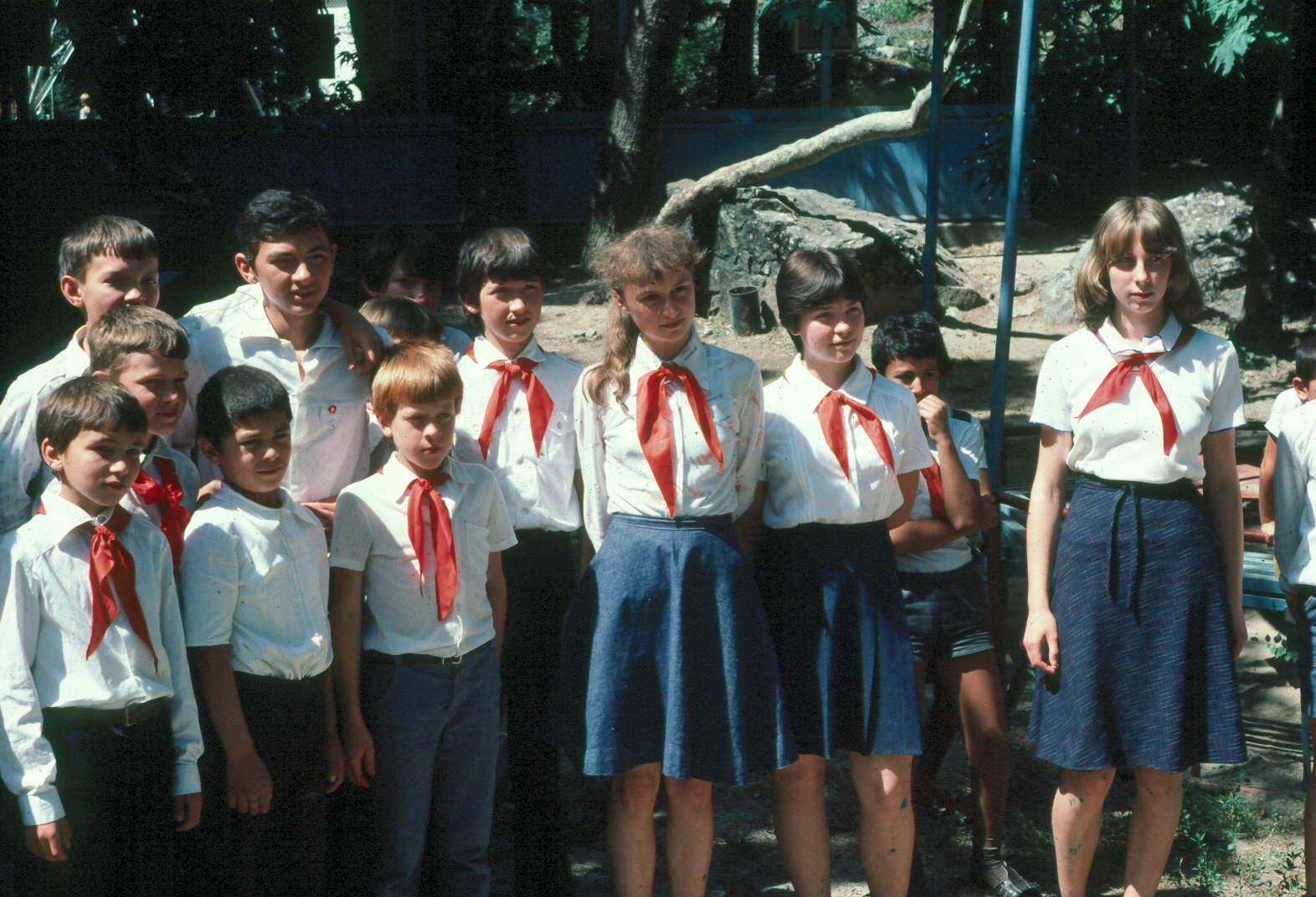
Pioners a les Muntanyes Zarafxan (RSS de Tadjikistan) al 1983.

## Símbols, atributs, rituals i tradicions
Els símbols principals dels Joves Pioners eren la bandera roja, l'estendard, el mocador de coll vermell de Joves Pioners i la insígnia de l'organització.
Els atributs eren: la corneta, el tambor i l'uniforme de l'organització (amb les insígnies de rang).
Entre els rituals i tradicions de l'organització trobem: la salutació pionera, la desfilada dels Joves Pioners, l'hisada de la bandera. Les tradicions més comunes eren les trobades (habitualment al voltant d'una foguera, semblant als Jamborees dels escoltes) i els festivals.

### Uniformes
L'uniforme era una de les moltes coses que identificaven els Pioners de la resta de la població. L'uniforme, part del que es portava a escola, incloïa el mocador de coll vermell i els distintius de l'organització i de rang sobre la camisa blanca amb pantalons (curts o llargs) pels nens o la faldilla per les nenes, amb barret opcional.
L'uniforme complet, emprat a vegades, era un barret blau cel amb els costats en vermell, el mocador vermell i les insígnies, amb bandes pels portaestendarts. Els uniformes navals incloïen gorres de mariners i pantalons en blau. Els instructors portaven els mateixos uniformes en cada ocasió i en totes les trobades.

### La Promesa Solemne
El dia en què un nen s'unia al Moviment de Pioners havia de recitar la següent Promesa Solemne davant d'un grup de companys Pioners. Després de fer-ho, el nou membre rebia el mocador escarlata d'un Pioner més antic i, així, esdevenia un membre de ple dret de l'organització:
| Jo, (cognom, nom), unint-me als rangs del Moviment de Pioners de Tota la Unió Vladímir Ilitx Lenin, en presència dels meus camarades prometo solemnement: amar i estimar apassionadament la meva Mare Pàtria, viure com el gran Lenin ens ordenà, i com el Partit Comunista ens ensenya, d'acord amb el que exigeixen les lleis dels Pioners de la Unió Soviètica | Я, (фамилия, имя), вступая в ряды Всесоюзной пионерской организации имени Владимира Ильича Ленина, перед лицом своих товарищей торжественно обещаю: горячо любить и беречь свою Родину, жить, как завещал великий Ленин, как учит Коммунистическая партия, как требуют Законы пионеров Советского Союза |

### El lema
El lema consistia en dues parts, la crida i la resposta:
| Pioner, per lluitar per la causa del Partit Comunista de la Unió Soviètica, estigues preparat! Sempre preparats! | Пионер, к борьбе за дело Коммунистической партии Советского Союза будь готов! Всегда готов! |

### Les normes
La darrera revisió de les Normes oficials dels Joves Pioners de la Unió Soviètica va ser el 1986. Aquestes normes apareixien en moltes coses per a infants, com els quaderns escolars:
| - El Pioner és un jove constructor del comunisme, que treballa pel benestar de la Pàtrria, i que es prepara per ser el seu defensor. - El Pioner és un combatent actiu per la pau, un amic dels Joves Pioners i fills dels treballadors de tots els països. - El Pioner segueix l'exemple dels comunistes, es prepara per ser un membre del Komsomol i lidera els Petits Octubristes. - El Pioner manté l'honor de l'organització, enforteix la seva autoritat mitjançant les paraules i obres. - El Pioner és un camarada en qui es pot confiar, respecta els ancians, mira pels més joves i sempre actua d'acord amb la consciència. - El Pioner té el dret per elegir i per ser elegit a les institucions de l'auto-govern dels Joves Pioners, per discutir el funcionament de l'organització dels Joves Pioners sobre les reunions i trobades dels destacaments i grups dels Joves Pioners; per criticar les mancances; per sotmetre una proposta a qualsevol soviet de l'organització dels Joves Pioners, incloent-hi el Soviet Central de l'Organització de Pioners de Totes la Unió V.I. Lenin; i per demanar una recomanació al grup del Soviet de Joves Pioners per unir-se al VLKSM quan tingui l'edat per fer-ho. | - Пионер — юный строитель коммунизма — трудится и учится для блага Родины, готовится стать ее защитником. - Пионер — активный борец за мир, друг пионерам и детям трудящихся всех стран. - Пионер равняется на коммунистов, готовится стать комсомольцем, ведет за собой октябрят. - Пионер дорожит честью своей организации, своими делами и поступками укрепляет ее авторитет. - Пионер — надежный товарищ, уважает старших, заботится о младших, всегда поступает по совести. - Пионер имеет право: избирать и быть избранным в органы пионерского самоуправления; обсуждать на пионерских сборах, слетах, сборах советов отрядов и дружин, в печати работу пионерской организации, критиковать недостатки, вносить предложения в любой совет пионерской организации, вплоть до Центрального Совета ВПО имени В. И. Ленина; просить рекомендацию совета дружины для вступления в ряды ВЛКСМ. |

## Distincions
Els Joves Pioners que excel·lien a l'estudi, als esports o a l'activitat social eren elegits per a les institucions d'auto-govern, sent enviats com a delegats a les reunions dels Joves Pioners (incloent-hi les de Tota la Unió). Els més notables eren inscrits al Llibre d'Honor. Un dels campaments més famosos era "Artek", a Crimea (Ucraïna). Estava situat al cim de la muntanya "A-yu-dahg"; i només els millors estudiants podien anar-hi.
Durant la Segona Guerra Mundial molts Joves Pioners van lluitar contra els nazis en destacaments partisans, que existien prop de les seves llars als territoris ocupats pels alemanys. Uns 30.000 van ser condecorats amb ordes i medalles; quatre van esdevenir Herois de la Unió Soviètica.

## Referències

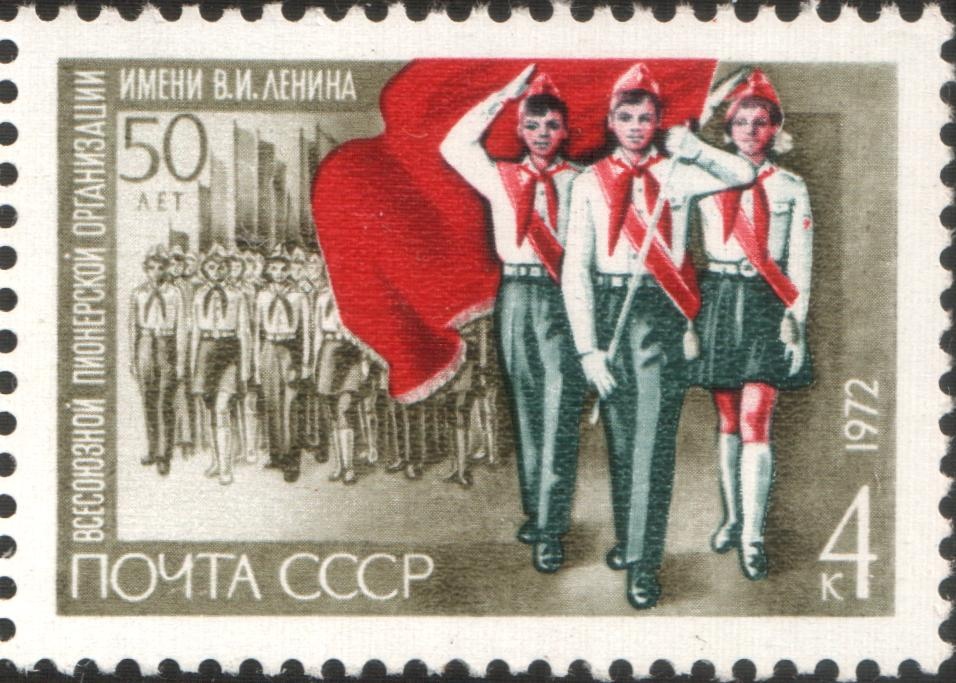
Segell de 1972 que commemora els 50 anys dels Pioners l'URSS.